# یوگی تاسوتا
یوگی تاسوتا (انگلیسی: Yugo Tatsuta؛ زادهٔ ۲۱ ژوئن ۱۹۹۸) بازیکن فوتبال اهل ژاپن است.
از باشگاه‌هایی که در آن بازی کرده‌است می‌توان به باشگاه فوتبال شیمیزو اس-پالس اشاره کرد.
وی همچنین در تیم‌های ملی فوتبال زیر ۲۰ سال ژاپن، زیر ۲۳ سال ژاپن و ژاپن بازی کرده‌است.